# Boot
Et boot er som regel et udtryk for den proces der gennemgås fra en computer tændes til styresystemet er startet op.
Fordanskning af udtrykket har medført bøjninger som "at boote" og "den booter".
De trin en computer gennemgår fra den tændes som starter styresystemet, kaldes en boot-sekvens.
Udtrykket er en forkortelse fra det amerikansk-engelske udtryk Bootstrapping (pull oneself over a fence by one's bootstraps). På dansk i alm. tale: at trække sig selv op ved håret. Dvs. at udføre en håbløst umulig proces.

## Bootloader
De fleste computere kan kun udføre programkode som forefindes i RAM eller ROM. I dag ligger styresystemer normalt altid på en harddisk og i nogle tilfælde på en cd (live-cd) eller et USB flash drev. Der er altså ikke noget styresystem i hukommelsen når computeren lige er blevet tændt og computerens hardware er ikke selv i stand til at starte programmer fra, eksempelvis, en harddisk. Derfor har computeren behov for et lille "hjælpe" computerprogram som kaldes en bootloader. Dette programs eneste opgave er at finde og starte de programmer, som i sidste ende skal starte styresystemet. Ofte bruger man "Multi-stage" bootloaders, som blot er 2 eller flere bootloader-programmer der starter hinanden i rækkefølge indtil det sidste program starter styresystemet.
Det hele starter med at CPU'en starter software der ligger i en ROM (f.eks. BIOS'en i en IBM PC) på en forud bestemt adresse. (CPU'en er designet til at gøre dette automatisk når computeren tændes). Dette software indeholder basale funktionaliteter som bl.a. søger hardwaren igennem efter enheder (diske/drev) som kan bruges til at boote fra, og henter et lille program fra en speciel sektion (almindeligvis boot sectoren) på den enhed der skal bootes fra.
Bootloadere er ofte underlagt en række begrænsninger, især hvad størrelse angår. F.eks. skal bootloaderen på en IBM kompatibel PC, kunne være indenfor de første 446 byte i Master boot recorden, så der også er plads til partitions tabellen på 64 bytes og en 2 bytes signatur indeholdende 'AA 55' (hex).

### Second-stage bootloader
Når der i almindelighed tales om bootloadere menes ofte Second-stage bootloaderen.
Den første, lille, bootloaders job er at lokalisere og igangsætte anden del af bootloader-sekvensen, blandt fagfolk kaldet Second-stage bootloaderen. På den måde arbejder man uden om tidligere nævnte pladsbegrænsning. En Second-stage bootloader er et mere komplet program, ofte med lidt menu-styring til eksempelvis multiboot – valg mellem flere operativsystemer. Man kan således f.eks. have både Microsoft Windows 7 og Debian installeret på en pc, hvor man via menu-styringen i Second-stage bootloaderen kan vælge om man vil have pc'en til at virke med Windows 7 eller med den Linux distribution, der er installeret. Fortryder man, booter man på ny og kan vælge det andet operativsystem.
Second-stage bootloadere:
- NTLDR – Microsoft Windows loader
- LILO – Ældre loader til GNU/Linux
- GRUB – Nyere loader til GNU/Linux
- GRUB2 – Nyeste loader til GNU/Linux

Under normale omstændigheder er Second-stage bootloaden den sidste bootloader der køres, inden styresystemet startes op.

## Andre Boot metoder
Cd-rom boot kan enten gøres med en alm. bootloader som tidligere beskrevet, eller via emulering af enten harddisk eller floppydisk. Cd-rom boot foretages i henhold til El Torito-standarden.
Man kan også boote over netværk, bl.a. via PXE standarden - og i ældre it-tid over bootp.